# Santa Creu del Mujal
Santa Creu del Mujal és una església del municipi de Navars (Bages) inclosa en l'Inventari del Patrimoni Arquitectònic de Catalunya.

## Descripció
És una església d'una sola nau amb la façana principal orientada a ponent. La porta d'arc de mig punt i amb arquivoltes en degradació és a la façana de ponent. L'església fou ampliada a mitjan segle xix amb l'engrandiment de la nau i la construcció del campanar a ponent. La primera església del Mujal era segurament d'origen romànic, malgrat que les restes no permetin confirmar-ho. El campanar és una construcció de l'any 1854.

## Història
El lloc del Mujal és esmentat en la documentació medieval, lligant-lo amb Sant Cugat del Racó i amb el Castell de Castelladral. "Muial" apareix sovint als s.XI i XII. L'any 1358 el Mujal figura com a quadra. El Mujalt, juntament amb altres llocs d'aquestes contrades passà al domini de la ciutat de Manresa. Així, al llibre "D'Inventaris" figura que l'any 1370 "la ciutat ha venuda la jurisdicció de Santa Creu de Mujalt i de St. Genís de Macadella a Ramon de Peguera, pel preu de 500 lliures barcelonines, les quals s'empraran per les obrers dels murs". L'any 1632, "Muial" apareix ésser de "Baró".